# شست
شَست نام بیرونی‌ترین انگشت دست است که در انسان شامل یک انگشت در هر دست می‌شود (در مجموع ۲ انگشت). این انگشت ماهیچه‌ای‌ترین انگشت دست است و تنها انگشتی در انسان است که بند میان‌انگشتی ندارد، یعنی تنها از دو بند تشکیل شده‌است. در قدیم به شست، نَراَنگُشت هم گفته می‌شد.
انگشتان دست به جز شست دارای سه استخوان جدا هستند که میان‌شان مفصل و ته‌شان ناخن جای دارد. انگشت شست به دلیل جا گرفتن در روبه‌روی دیگر انگشتان، مهم‌ترین انگشت در انجام فعالیت‌های دست می‌باشد و بریدن آن بیش از دیگر انگشتان موجب ناتوانی می‌شود.
عصب‌دهی انگشت شست از عصب رادیال است.
انگشت بزرگ دست یا پا، یا انگشت سترگ که این انگشت در فرهنگ عامیانه معانی بسیار دارد. گاهی نشان دادن دوستی و پذیرش و گاهی دشنام است. گاهی گذاشتن انگشتری در این انگشت هم‌معنی ویژه‌ای دارد.